# Milişăuţi
Milișăuți (tysk: Milleschoutz) er en by i distriktet Suceava, i det nordøstlige Rumænien. Den er beliggende i den historiske region Bukovina. Milișăuți er den femtende største bymæssig bebyggelse i amtet med et indbyggertal 4.657 (2021). Den blev erklæret en by i 2004 sammen med syv andre lokaliteter i Suceava amt. Byen administrerer den tidligere landsby Bădeuți (som blev et kvarter i 2004) og Gara og Lunca (med status af associerede landsbyer). Landsbyen Iaslovăț var også en del af Milișăuți indtil 2002, hvor den blev udskilt og dannede en separat kommune.
Lokaliteten hed Emil Bodnăraș fra 7. september 1976 til 20. maj 1996. Milișăuți ligger på bredden af Suceava-floden og ligger relativt tæt på byen Rădăuţi (8 km væk). På trods af at være en by, er lokalbefolkningens hovedbeskæftigelse landbrug. Milișăuți er kendt for sin produktion af kål og agurk.